# Iranisches Teppichmuseum

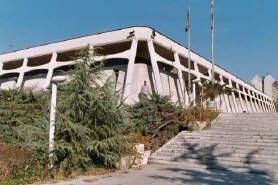
Teppichmuseum, Teheran

Das Iranische Teppichmuseum (persisch موزه فرش ایران) ist ein 1978 eröffnetes iranisches Museum für Perserteppiche am Rand des Laleh-Parks in Teheran. Es zeigt Perserteppiche vom 17. Jahrhundert bis heute.

## Gründung
In Vorbereitung auf die Museumsgründung wurden seit 1976 Experten für Teppiche in verschiedene Städte und Landesteile gesandt, um bedeutete Teppiche zu erwerben. Im Februar 1978 wurde das Museum eröffnet. Die Konzeption, die Sammlung und der architektonische Entwurf des Gebäudes gehen auf Schāhbānū Farah Pahlavi zurück, Architekt war Abdol-Aziz Farmanfarmaian. 1978 wurde Friedrich Spuhler, ehemaliger Kurator des Berliner Museums für Islamische Kunst, Berater der Farah-Diba-Stiftung in Teheran und half beim Museumsaufbau.
Die Pfeiler, die die Dachkonstruktion des Museums tragen, sind Kette und Schuss eines Teppichknüpfrahmens nachempfunden.

## Sammlung und Ausstellung
Die Ausstellungsfläche des Museums beträgt 3400 m². Sie besteht aus zwei großen Hallen für handgeknüpfte Teppiche und gewebte Kelims. Üblicherweise befinden sich 200 Teppiche in der Ausstellung, darunter Exemplare aus den Hauptzentren der iranischen Teppichproduktion, u. a. Kaschan (siehe Kaschan-Teppich), Kerman, Isfahan, Täbris, Chorasan und Kurdistan.
Einer der ältesten und wichtigsten Teppiche, der in diesem Museum ausgestellt ist, stammt aus der Safawidenzeit und wird Sangeshku-Teppich genannt. Weiterhin sind sieben Tierteppiche zu sehen, der Sheikh-Safieddin-Ardebili-Teppich, Gartenteppiche sowie sogenannte Polenteppiche. Polenteppiche wurden in Isfahan im 17. Jahrhundert im Auftrag eines polnischen Prinzen hergestellt. Die Teppiche wurden dann nach Polen gebracht und erhielten so ihren Namen. Das Material dieser Teppiche war Seide, die mit Naturfarben gefärbt war, und mit Gold- und Silberfäden broschiert wurde. Von dieser Art wurden ca. 300 Teppiche identifiziert, die heute über die ganze Welt verstreut sind. Sieben davon befinden sich im Iran.
Der 1947 in Sibirien gefundene Pasyryk-Teppich wird manchmal als ältester Beleg für das „persische“ Knüpfhandwerk genannt, weswegen sich eine Nachknüpfung im Iranischen Teppichmuseum befindet.
Einige Teppiche enthalten Bilder aus dem Schāhnāme und zeigen die Bezüge persischer Teppiche zur persischen Literatur.
Die dem Museum angegliederte Bibliothek enthält über 7000 Bücher sowie Filme und Dias über die Herstellung von Teppichen und Kelime.
Um die Kunst des Webens von Kelims und des Knüpfens von Teppichen zu erhalten, bietet das Museum eine Reihe von Kursen an: vom Teppichweben, Entwerfen von Mustern und Reparatur von beschädigten Teppichen und Kelims. Es gibt auch eine Reparaturwerkstatt, die wertvolle Teppiche repariert.